# Round Rock
Round Rock je město rozkládající se v okresech Williamson County a Travis County ve státě Texas ve Spojených státech amerických. Nachází se asi 32 kilometrů od centra Austinu.
K roku 2020 zde žilo 119 468 obyvatel. S celkovou rozlohou 98km² byla hustota zalidnění 1 226 obyvatel na km². V roce 2008 bylo město označeno magazínem Money jako sedmé nejlepší malé americké město pro život. V roce 2009 uvedla CNN, že Round Rock byl tou dobou meziročně druhým nejrychleji rostoucím městem v USA co do počtu obyvatel. Ve městě má centrálu společnost Dell. Město se nachází v oblasti s vlhkým subtropickým podnebím.